# Richard Savage Nassau
Richard Savage Nassau (1er juin 1723 - 17 mai 1780) était un député anglais qui a siégé de 1747 à 1754 et de 1774 à 1780.

## Biographie
Il est né au prieuré de St Osyth, deuxième fils de Frederick Nassau de Zuylestein, 3e comte de Rochford, de son épouse Bessy, fille illégitime de Richard Savage (4e comte Rivers) .
Il a été élu pour la première fois au Parlement lors des élections générales de 1747 pour Colchester avec Charles Gray. Il appuya le gouvernement de Henry Pelham et du duc de Newcastle et ne demanda pas sa réélection lors des Élections générales britanniques de 1754.
Le 24 décembre 1751, il épouse Anne (décédée le 9 mars 1771), fille d'Edward Spencer de Rendlesham et veuve de James Hamilton (5e duc de Hamilton). Ils ont eu deux fils et une fille:
- William Henry Nassau (28 juin 1754 - 3 septembre 1830)
- George Richard Savage Nassau (5 septembre 1758 - 18 septembre 1823)
- Lucy Nassau (3 novembre 1752 - avant 1830).

William Henry Nassau (4e comte de Rochford), avait voulu que son fils aîné, William Henry, se présente à la Chambre des Communes pour Maldon en 1775. Toutefois, le siège est devenu vacant plus tôt que prévu à la suite du décès de John Huske en octobre 1773. Richard Nassau a refusé de se présenter car il était toujours en deuil après la mort de sa deuxième épouse le 18 octobre. Charles Rainsford a donc été élu à la place. Cependant, aux Élections générales britanniques de 1774, Nassau fut élu à contrecœur, Lord North acceptant de payer les coûts. Il a été très peu présent au Parlement et n’a jamais pris la parole.
En plus de siéger au Parlement, il a été groom de la chambre à coucher du Roi de janvier à octobre 1760 et greffier du conseil d'administration de Green Cloth de 1771 à sa mort.
Son fils ne siégea jamais à la Chambre des communes, mais devient cinquième et dernier comte de Rochford le 28 septembre 1781.